# حزب کشاورزان ژاپن (۱۹۲۸–۱۹۲۶)
حزب کشاورزان ژاپن، نیهون نومینتو (ژاپنی: 日本農民党) یک حزب سیاسی در ژاپن بین سال‌های ۱۹۲۶ و ۱۹۲۸ بود. این حزب یک تمایل راستگرایانه در میان احزاب کارگری در ژاپن، ۱۹۳۲–۱۹۲۵ آن زمان کشور بود. این حزب دارای گرایش ملی گرایانه بود.